# Maryland Championship Wrestling
A Maryland Championship Wrestling (MCW) é uma promoção regional de wrestling profissional estadunidense, com sede em Baltimore, Maryland. Os eventos normais acontecem no Meio-Leste.
Junto com East Coast Wrestling Association, Jersey All-Pro Wrestling e Mid-Eastern Wrestling Federation, a MCW está no top das promoções do estilo pesos-leves (Cruiserweight). Entre quem já passou, há de destacar Mickie James, Orlando Jordan, A.J. Styles, Joey Matthews, Samoa Joe, Hardy Boyz (Matt e Jeff) com Lita.

## Títulos
| Título                         | Atual campeão | Data da vitória         |
| ------------------------------ | ------------- | ----------------------- |
| MCW Heavyweight Championship   | Ruckus        | 21 de Fevereiro de 2009 |
| MCW Cruiserweight Championship | Sabian        | 2 de Novembro de 2008   |
| MCW Tag Team Championship      | The Hot Shots | 27 de Dezembro de 2008  |
| Shane Shamrock Memorial Cup    | Derek Frazier | 19 de Julho de 2008     |